# Guangxi
Guangxi, tidigare stavat Kwangsi, är en autonom region i södra Kina. Den har en yta på 236 700 km² och totalt 48 220 000 invånare (2002). Provinshuvudstad är Nanning.

## Geografi
Guangxis hankinesiska befolkning bor främst på slättlandet, medan regionens bergsområden befolkas av olika minoritetsfolk. Bergen består till allra största delen av röd sandsten. Nästan alla floderna flyter till Xifloden, i sitt övre lopp kallad Hongfloden. Huvudprodukten är ris; dessutom odlas anis, indigo, jordnötter, kanel, majs, sockerrör, te och tobak. Till de traditionella industrierna hör bomulls- och sidenväveri. Bergsbruk förekommer knappast.

## Befolkning

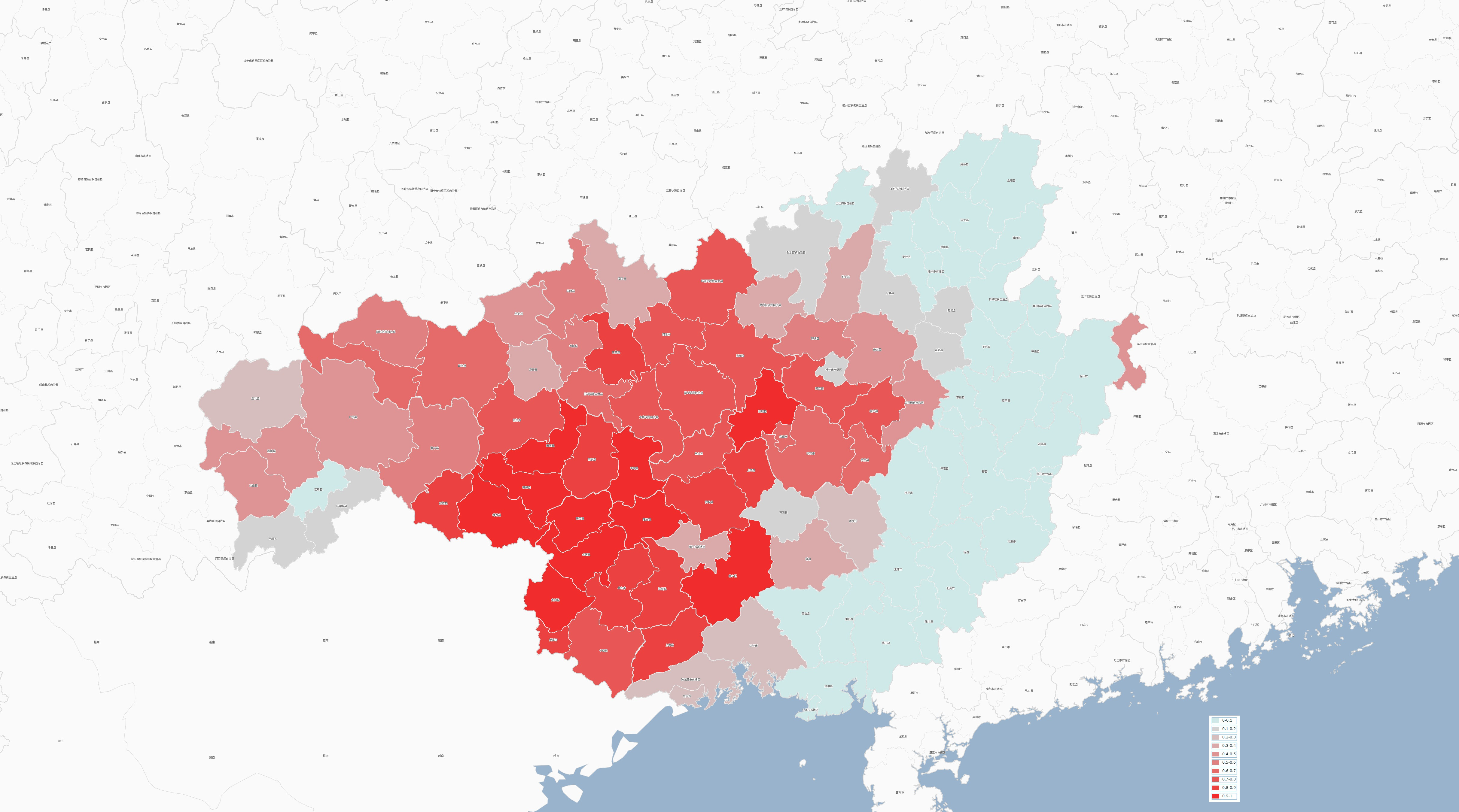
Zhuangfolkets utbredning i Guangxi och Yunnan.

Guangxi är hem för tolv av de etniska grupper som erkänts av Folkrepubliken Kina. Regionen är ett särskilt området för zhuangfolket. Förutom dem finns i regionen folkgrupperna han, yao, miao, dong, mulam, maonan, hui, gin, yi, sui och gelao.

## Politik
Enligt Folkrepubliken Kinas konstitution från 1982 är Guangxi en autonom region i vilken den zhuang-folket åtnjuter autonomi även om konstitutionen utesluter möjligheten till självständighet.  Den autonoma regionen Guangxi befinner sig administrativt på provinsnivå, vilket betyder att ordföranden i Guangxi är jämställd med guvernörerna i landets övriga provinser.

## Historia
Guangxi har spelat en viktig roll i Kinas inre historia som tillhåll för olika uppror, som Taipingupproret (1850–64).
Under största delen av sin historia hade Guangxi ingen kustlinje. År 1952 blev en liten del av Guangdongs västligaste kustremsa given till Guangxi, som nu fick tillgång till havet. Med tiden utökades Guangxi med Fangchenggang, Qinzhou och Beihai. Den 5 mars 1958 blev Guangxi ombildat till en autonom region.

## Administrativ indelning
Guangxi är indelat i 14 städer som samtliga är på prefekturnivå.
| Kort | Kort          | Kort     | Kort              | Kort               | Kort          | Kort |
| ---- | ------------- | -------- | ----------------- | ------------------ | ------------- | ---- |
|      |               |          |                   |                    |               |      |
| Nr   | Namn          | Hanzi    | Pinyin            | Zhuang             | Huvudort      |      |
| 1    | Baise         | 百色市   | Bǎisè shì         | Baksaek si         | Youjiang      |      |
| 2    | Hechi         | 河池市   | Héchí shì         | Hozciz si          | Jinchengjiang |      |
| 3    | Liuzhou       | 柳州市   | Liǔzhōu shì       | Liujcouh si        | Chengzhong    |      |
| 4    | Guilin        | 桂林市   | Guìlín shì        | Gveilinz si        | Xiangshan     |      |
| 5    | Hezhou        | 贺州市   | Hézhōu shì        | Hohcouh si         | Babu          |      |
| 6    | Chongzuo      | 崇左市   | Chóngzuǒ shì      | Cungzcoj si        | Jiangzhou     |      |
| 7    | Nanning       | 南宁市   | Nánníng shì       | Namzningz si       | Qingxiu       |      |
| 8    | Laibin        | 来宾市   | Láibīn shì        | Leizbingz si       | Xingbin       |      |
| 9    | Guigang       | 贵港市   | Guìgǎng shì       | Gveigangj si       | Gangbei       |      |
| 10   | Wuzhou        | 梧州市   | Wúzhōu shì        | Ngouzcouh si       | Wanxiu        |      |
| 11   | Fangchenggang | 防城港市 | Fángchénggǎng shì | Fangzcwngzgangj si | Gangkou       |      |
| 12   | Qinzhou       | 钦州市   | Qīnzhōu shì       | Ginhcouh si        | Qinnan        |      |
| 13   | Beihai        | 北海市   | Běihǎi shì        | Baekhaij si        | Haicheng      |      |
| 14   | Yulin         | 玉林市   | Yùlín shì         | Yoglinz si         | Yuzhou        |      |